# Puente Internacional de la Amistad
El Puente Internacional de la Amistad (en portugués Ponte Internacional da Amizade), o simplemente Puente de la Amistad o Ponte da Amizade, fue construido sobre la carretera BR-277 (antigua BR-35) hacia fines de los '50 y principios de los '60 sobre el río Paraná, y comunica a las ciudades de Foz do Iguaçu (Brasil) y Ciudad del Este (Paraguay). 
A la par de su construcción, desde el lado paraguayo se llevaron a cabo las obras de construcción de la entonces Ruta Nacional 7 (actual Ruta PY02, que conecta hasta Asunción), que terminó siendo la cabecera paraguaya del puente, conectándose de forma efectiva con la BR-277 (que cruza por Curitiba y llega hasta el océano Atlántico, en Paranaguá).
En la función de construcción del Ponte Surgiu operan exportadores e importadores de Foz do Iguaçu. Se inició la colonización e inauguración de la ciudad de Puerto Stroessner, actualmente llamada Ciudad del Este, ciudad que ocupa el lugar en el segundo centro urbano más grande del Paraguay y sus clientes en Brasil están cerca de los bajos precios de los productos que se venden en la ciudad.

## Obra
El tratado de construcción del puente fue asignado el 29 de mayo de 1956 por los gobiernos del Brasil y del Paraguay. El 14 de noviembre de 1956 fue creada la comisión encargada del proyecto y ejecución de la obra.
La localización fue definida entre cinco puntos considerados ideales, determinados después de la ejecución de los estudios hidrológicos del régimen del río Paraná durante un periodo de 20 años. 
En febrero de 1957 cuando eran ejecutados los levantamientos de las medidas batimétricas, debido a la peligrosidad del río por su gran profundidad y aguas revueltas, una embarcación se hundió, muriendo ahogado el ingeniero Tasso Costa Rodrigues y algunos integrantes de su equipo.

## Medidas y estructura

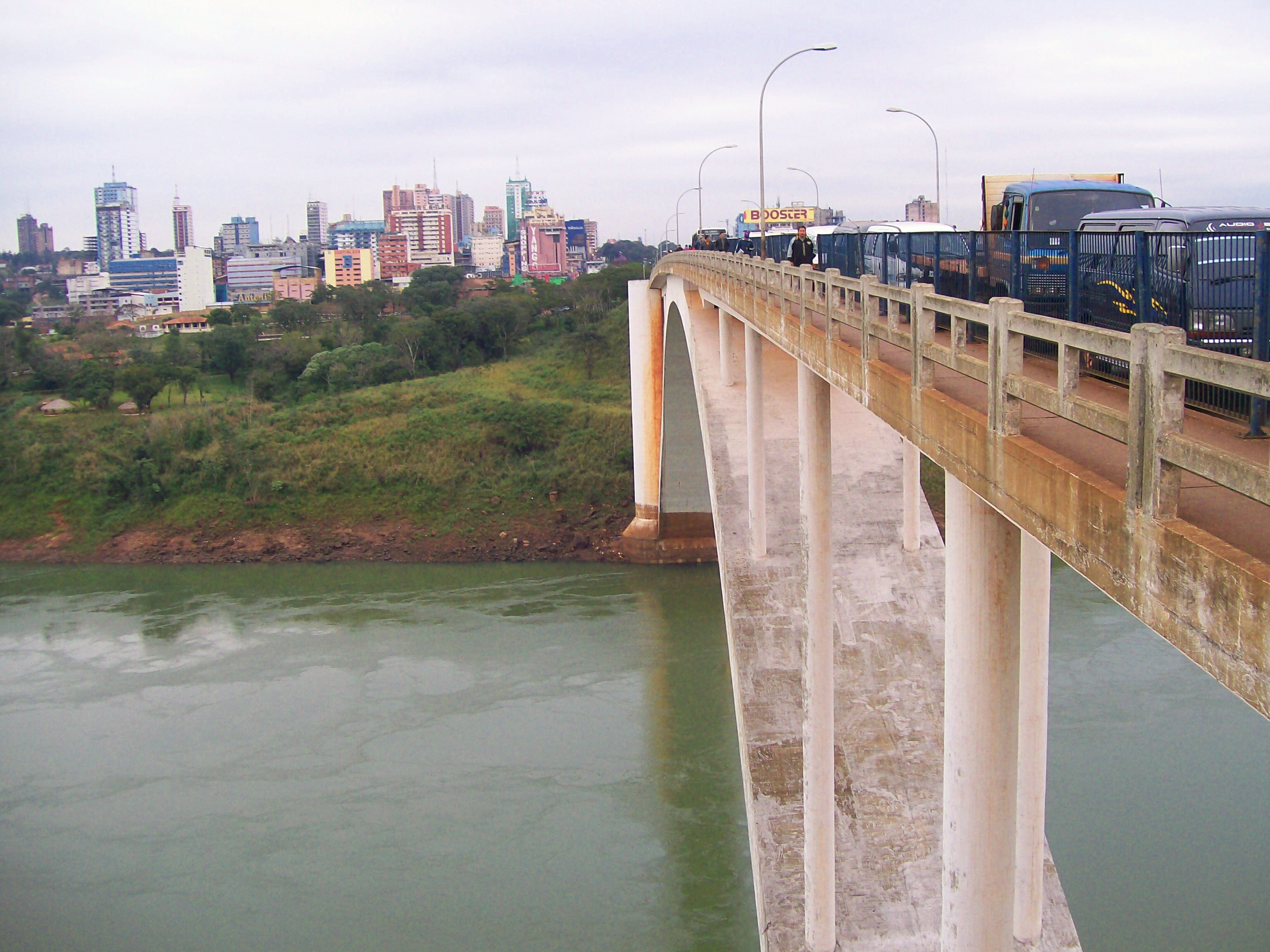
El puente de la Amistad desde Foz de Iguazú.

Las estructuras y los materiales metálicos fueron traídos desde las ciudades de São Paulo, Volta Redonda y Río de Janeiro. 
Para la construcción del arco de sustentación de la obra, la Compañía Siderúrgica Nacional, de Volta Redonda, puso una cimbra de acero de 157,30 metros de largo con una masa de 1200 toneladas. 
Una vez terminado, el Puente de la Amistad terminó con las siguientes medidas:
- Longitud total: 552,4 m
- Arco: 303 m
- Altura: 78 m
- Medida de eje a eje de los pilones de los márgenes: 2 x 108,7 m
- Cantidad de obreros: 1000 trabajadores

Fueron utilizados para la construcción:
- Concreto armado: 43.000 m³ de concreto.
- Cemento: 84.000 toneladas.
- Acero: 2.900 toneladas.
- Madera: 120.000 m² para formas, objetos de utilería y andamios.
- Clavos: 50 toneladas de clavos traídas de 20 fábricas situadas en los Estados de Paraná, Santa Catarina y São Paulo.
- Tornillos: 12.000 toneladas provenientes de metalúrgicas de São Paulo, Minas Gerais y Río de Janeiro.
- Alambres de construcción: 33 toneladas de la Siderúrgica Guaíra de Curitiba.
- Acero laminado, cables, tachuelas y tornillos de alta resistencia para el armado de la cercha.

El Puente de la Amistad fue el más largo del mundo en su clase al ser finalizado en 1962, hasta que fue inaugurado el puente de Gladesville sobre el río Parramatta, cerca de Sídney, Australia, en 1964.

## Impacto ambiental
Fueron desforestadas cerca de 14 hectáreas de selva virgen y realizados 139.000 m² de terraplenes.
Para el abastecimiento de agua potable para la villa operaria fue ejecutada una perforación de un pozo precario de 117 metros de profundidad.
Para el hormigonado fue necesaria la instalación de una cantera con capacidad de producir 100 m³ de piedra por día. El material fue retirado de las márgenes del río Paraná.
La arena también fue retirada del propio lecho del río. Toda la madera utilizada fue talada de la selva de la región. Fueron construidos diversos aserraderos en la región, que destruyeron gran parte de las reservas de árboles naturales que nunca fueron replantados. El cemento usado fue traído de Curitiba y de São Paulo.

## Inauguración e impacto económico

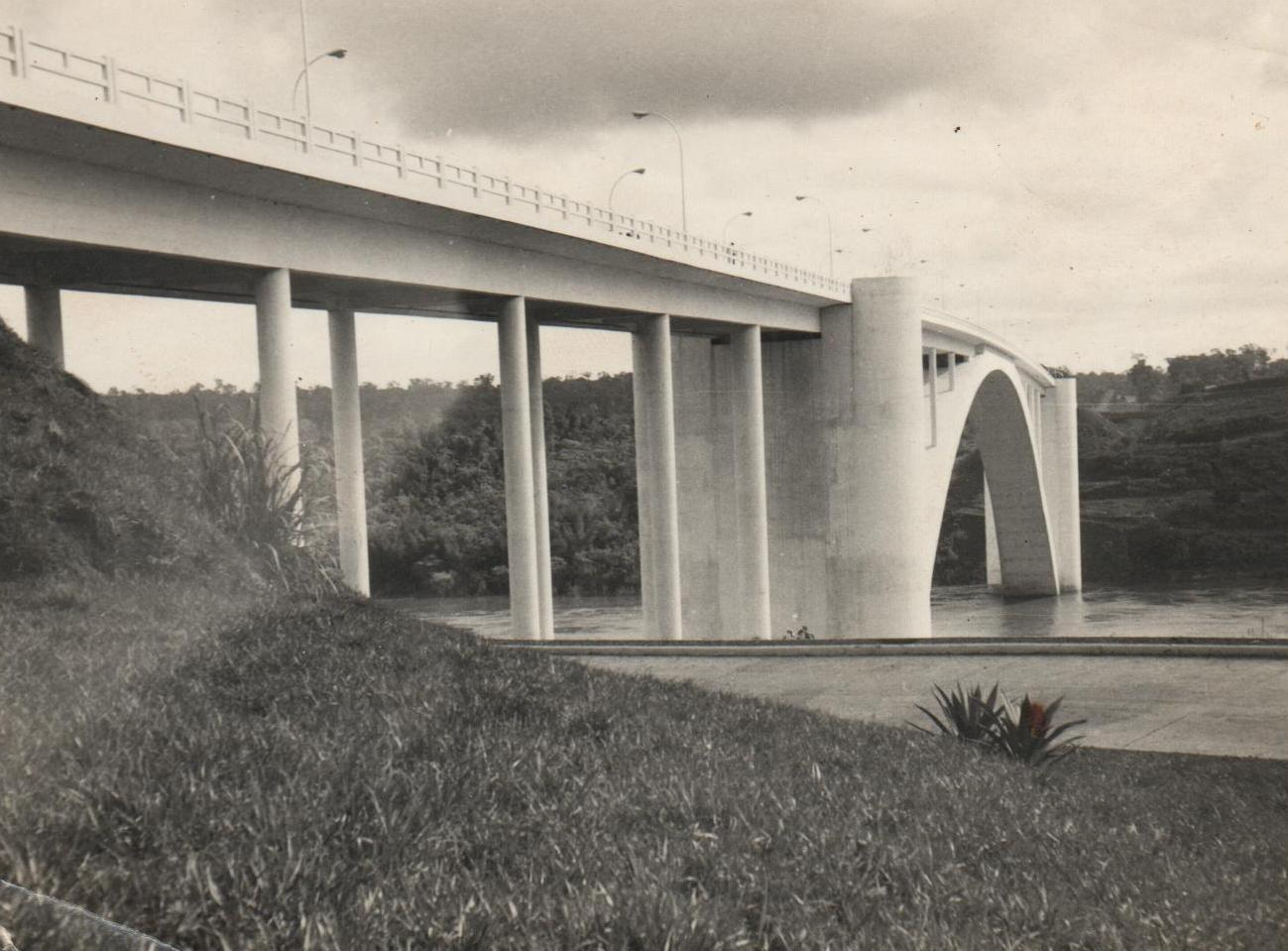
El Puente de la Amistad en el año 1965.

El Puente Internacional de la Amistad fue inaugurado dos veces. La primera fue puramente simbólica, con la obra todavía no finalizada; fue en septiembre de 1961, y de ella participaron los presidentes Juscelino Kubitschek (Brasil) y Alfredo Stroessner (Paraguay). La inauguración oficial con el puente ya en funcionamiento tuvo lugar el 27 de marzo de 1965 por Humberto de Alencar Castelo Branco, presidente del Brasil, y Alfredo Stroessner Matiauda, presidente del Paraguay.
En consecuencia de la construcción del puente surgió el comercio exportador e importador de las ciudades de Ciudad del Este y Foz do Iguaçu. Se inició la colonización e inauguración de la ciudad de Puerto Stroessner, actual Ciudad del Este, segundo mayor centro urbano del Paraguay y considerada zona franca de libre comercio.